# Cwichelm (Wessex)

England um 600 n. Chr.

Cwichelm (auch Cuicelm, Cuichelm, Cwicelm; † 636) war von 611? bis zu seinem Tod ein König der Gewissæ, einer Volksgruppe, die im späten 7. Jahrhundert als „Westsachsen“ das angelsächsische Königreich Wessex bildete.

## Leben

### Familie
Cwichelm stammt aus dem Haus Wessex. Er war ein Sohn des Königs Cynegils. Andere Historiker sehen in Cwichelm eher einen Bruder Cynegils'. Cwichelm hatte einen Sohn namens Cuthred.

### Herrschaft
Cynegils kam im Jahr 611 als Nachfolger Ceolwulfs (594/597–611) an die Macht und beteiligte seinen Sohn Cwichelm (611?–636) möglicherweise bereits 611 in einer untergeordneten Rolle an der Herrschaft. 614 gelang Cynegils und Cwichelm ein wichtiger Sieg gegen die Briten bei Beandun (Lage unbekannt, vielleicht Bampton in Oxfordshire oder Bindon in Dorset), wobei 2046 Briten fielen. Um 617 kam es zu einem Krieg gegen das Königreich Essex, in dem drei Könige von Essex fielen – die Brüder Sexred, Sæward und ein Weiterer.
Cwichelm ließ 626 ein erfolgloses Attentat auf den northumbrischen König Edwin, der Oswald ins Exil getrieben hatte, verüben. Edwin unternahm eine Strafexpedition gegen die Gewissæ, in dem fünf westsächsische „Könige“ und zahlreiche Krieger fielen. Die Angelsächsische Chronik nennt keine Gründe für den Anschlag, die vermutlich in der Oberherrschaft des Bretwalda Edwin zu suchen sind. Die Schlacht von Cirencester 628 gegen den aufstrebenden Penda von Mercia verlief ebenfalls wenig erfolgreich und endete mit einem Friedensvertrag. Dieser Vertrag sah offenbar die Heirat von Cwichelm Bruder Cenwalh mit der Schwester Pendas vor. Auch die Vorherrschaft über die Region um Cirencester im Königreich Hwicce, wo sowohl Angeln als auch Sachsen siedelten, ging an Mercia über. Darin scheint einer der Gründe für die seither südwärts gerichtete Expansion der Gewissæ zu liegen. Diese Schlacht war der Beginn der Rivalität zwischen Wessex und Mercia, die sich bis ins 9. Jahrhundert hinzog. Vermutlich stand die Schlacht von Cirencester im Zusammenhang mit Edwins Vergeltungsfeldzug. Eine gewisse Unterstützung Pendas durch Edwin ist anzunehmen.

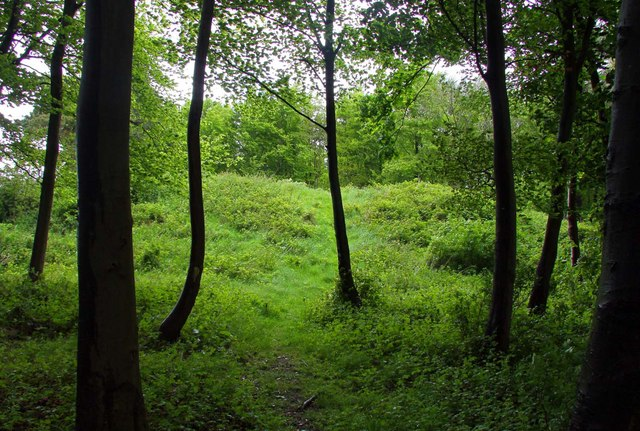
Scutchamer Knob ist das angebliche Hügelgrab Cwichelms.

636 trat Cwichelm schließlich zum Christentum über und wurde vom Heiligen Birinus, der im Vorjahr bereits seinen Vater getauft hatte, in Dorchester-on-Thames getauft. Er starb noch im selben Jahr. Einer legendenhaften Erzählung zufolge wurde Cwichelm von Edwin von Northumbria bei
Cwichelmeshlæw („Cwichelms Grab“, Scutchamer Knob bei East Hendred in Oxfordshire) getötet. Das angebliche Hügelgrab soll mit einem Fluch belegt sein, der verhindert, dass feindliche Heere unbeschadet nach Wessex eindringen.
Cwichelms Sohn Cuthred ließ sich 639 taufen und erhielt im Jahr 648 riesige Ländereien von 3.000 hidas bei Ashdown in Berkshire von seinem Onkel König Cenwalh. Das entsprach fast der Hälfte eines Königreiches wie Lindsey, Sussex oder Essex.